# 1490 км
1490 км (Будка 1490 км) (баш. 1490 км) — упразднённый в 2005 году населённый пункт (тип: железнодорожная будка) Шафрановского сельсовета Альшеевского района Башкортостана, вошедшее в село Шафраново.

## История
Населённый пункт появился при строительстве железной дороги. В селении жили семьи тех, кто обслуживал железнодорожную инфраструктуру разъезда 1490 км.
Закон «О внесении изменений в административно-территориальное устройство Республики Башкортостан в связи с образованием, объединением, упразднением и изменением статуса населённых пунктов, переносом административных центров» от 20 июля 2005 года № 211-з постановил:
2. Объединить следующие населённые пункты с сохранением наименований:

1) в Альшеевском районе:

г) поселение железнодорожная будка 1490 км, посёлок разъезда Мендян, посёлок санатория № 3 и село Шафраново Шафрановского сельсовета, установив объединённому населённому пункту тип поселения — село, с сохранением наименования «Шафраново»;

## Население
В 2002 году численность населения 12 человек, по 6 мужского и женского пола, 58 % — башкиры

## Инфраструктура
Путевое хозяйство. Действовала железнодорожная платформа 1490 км.

## Транспорт
Автомобильный и железнодорожный транспорт.